# Les Libéraux
Pour les articles homonymes, voir Parti populaire libéral.
Les Libéraux (Liberalerna en suédois, abrégé L) est un parti politique suédois créé en 1902. Il se réclame du social-libéralisme et fait partie de l'Alliance la coalition de centre droit au pouvoir de 2006 à 2014. Le FP est actuellement le septième parti au Riksdag en termes d'effectifs (huit partis y étant représentés). Nommé Parti du peuple (Folkpartiet) jusqu'en 1990, il change alors de nom et devient le terme le Parti du peuple - Les Libéraux (Folkpartiet liberalerna). En 2015, il change de nouveau de nom pour l'appellation Les Libéraux. Il est actuellement dirigé par Johan Pehrson.

## Histoire

### Prémices (1809-1902)
- 1809 : Le premier parti libéral est formé après un coup d'État à la fin de l'autocratie royale, il est peut-être le premier parti politique au monde à s'autoqualifier de libéral.
- 1890 : La Ligue suédoise pour le suffrage universel est formée et est dominée par les libéraux.
- 1895 : Le Folkpartiet (Parti du peuple), un parti d'orientation libérale et radicale est formé. Ce nom restera celui du parti que nous connaissons actuellement.
- 1900 : Le Parti libéral est formé sur la base d'une fusion de plusieurs groupes parlementaires libéraux.
- 1902 : Le Frisinnade Landsföreningen (Association nationale libertarienne) est formé : c'est le premier parti politique suédois libéral doté d'une véritable organisation. Il est fortement lié aux Églises non-conformistes et au mouvement antialcoolique.

### Parti du peuple (1902-1990)
- 1905 : Karl Staaff prend la tête du parti, qui rejoint un gouvernement de coalition, où il prône la mise en place du suffrage universel et l'indépendance de la Norvège, alors sous domination suédoise.
- 1905-1907 : Karl Staaff devient Premier ministre. Un suffrage pondéré masculin est mis en place malgré l'hostilité des conservateurs.
- 1911 : Staaff est à nouveau nommé Premier ministre.
- 1914 : Staaff démissionne après que le roi Gustave V a critiqué le positionnement pacifiste du gouvernement dans un discours anti-libéral devant les agriculteurs rassemblés dans la cour du palais de Stockholm. La Suède restera tout de même neutre durant la Première Guerre mondiale.
- 1917-1920 : Nils Edén, président des Libéraux, prend la tête d'un gouvernement de coalition avec les sociaux-démocrates. Il introduit la démocratie en Suède et octroie le droite de vote aux femmes pour les élections générales. D'autres réformes comprennent notamment des journées de travail de huit heures.
- 1923 : L'Association libertarienne se divise sur la question de la prohibition de l'alcool, une minorité quitte le parti et forme le Parti libéral de la Suède. L'Association dirigera plusieurs gouvernements au cours des années suivantes.
- 1934 : Les deux partis se réconcilient et reforment le Folkpartiet (Parti du peuple), c'est-à-dire le FP dans sa forme actuelle.
- 1939-1945 : La Seconde Guerre mondiale pousse les partis suédois, à l'exception des communistes, à se coaliser au sein d'un gouvernement d'unité nationale. La Suède optera à nouveau pour la neutralité pendant toute la durée du conflit.
- 1976 : Le FP, le Parti du centre et les Modérés, devenus majoritaires au Riksdag, forment un nouveau gouvernement, mettant ainsi fin à 44 années de gouvernance social-démocrate (si l'on fait abstraction du gouvernement d'union nationale précédemment évoqué).
- 1978 : Les Libéraux forment de leur propre initiative un éphémère gouvernement minoritaire, avec le président Ola Ullsten comme premier ministre. Hans Blix, qui se fera connaître lors de la future guerre du Golfe, est ministre des Affaires étrangères.
- 1979 : Nouvelle tentative de formation d'une coalition avec les centristes et les Modérés.
- 1980 : Un nouveau gouvernement de coalition avec le Parti du centre est mis sur pied.

### Parti du peuple - Les Libéraux (1990-2015)
- 1990 : Le terme Liberalerna (Les libéraux) est ajouté au nom du parti.
- 1991-1994 : Le FP prend part au gouvernement du Modéré Carl Bildt.
- 2006 : Le FP est l'un des quatre partis membres de L'Alliance, victorieuse lors des élections générales. Les libéraux prennent part au gouvernement du Modéré Fredrik Reinfeldt.

#### Le scandale du cambriolage d'ordinateur en 2006
Le 4 septembre 2006, quelques semaines à peine avant les élections générales, le Parti social-démocrate a déposé plainte à la suite d'un cambriolage d'ordinateur dans le réseau interne des sociaux-démocrates. Il a été signalé que des membres du FP avaient copié des informations secrètes pas encore officiellement publiées, pour tenter de contrer les propositions sociale-démocrates, à au moins deux reprises. Le 5 septembre, le Secrétaire du parti, Johan Jakobsson, a volontairement choisi de démissionner. Des membres influents du parti et son organisation de jeunesse sont soupçonnés d'activités criminelles par la police,,,.

### Les libéraux (depuis 2015)
Le parti entre en 2022 au gouvernement d’Ulf Kristersson, soutenu par les Démocrates de Suède. Cette coalition entre les libéraux et l’extrême droite compromet le parti au sein du groupe Renew au Parlement européen, bien qu'aucune sanction ne soit finalement adoptée.

## Idéologie
L'idéologie officielle du Parti du peuple est le social-libéralisme, qui se traduit par la mise en place d'une économie mixte, associant économie de marché et protection sociale. Le parti appelle ainsi à la « responsabilité sociale sans socialisme ».
Tout d'abord allié avec les sociaux-démocrates dans la lutte pour la démocratie (obtenue en 1921) et la réforme sociale, le FP est passé dans l'opposition à partir des années 1930, hostile aux projets sociaux-démocrates de nationalisation d'entreprises privées. Il est resté opposé à la social-démocratie depuis lors, souvent comme premier ou second parti du bloc d'opposition (appelé non-socialistes ou de borgerliga, « les bourgeois »), mais souvent tout aussi critique vis-à-vis des partis se situant sur sa droite. Avec le temps, cela a évolué vers un positionnement plus clair à droite de l'échiquier politique. Au milieu des années 1990, le parti semble avoir exclu toute possibilité de coopération avec les sociaux-démocrates, se concentrant plutôt sur un renforcement de l'opposition.

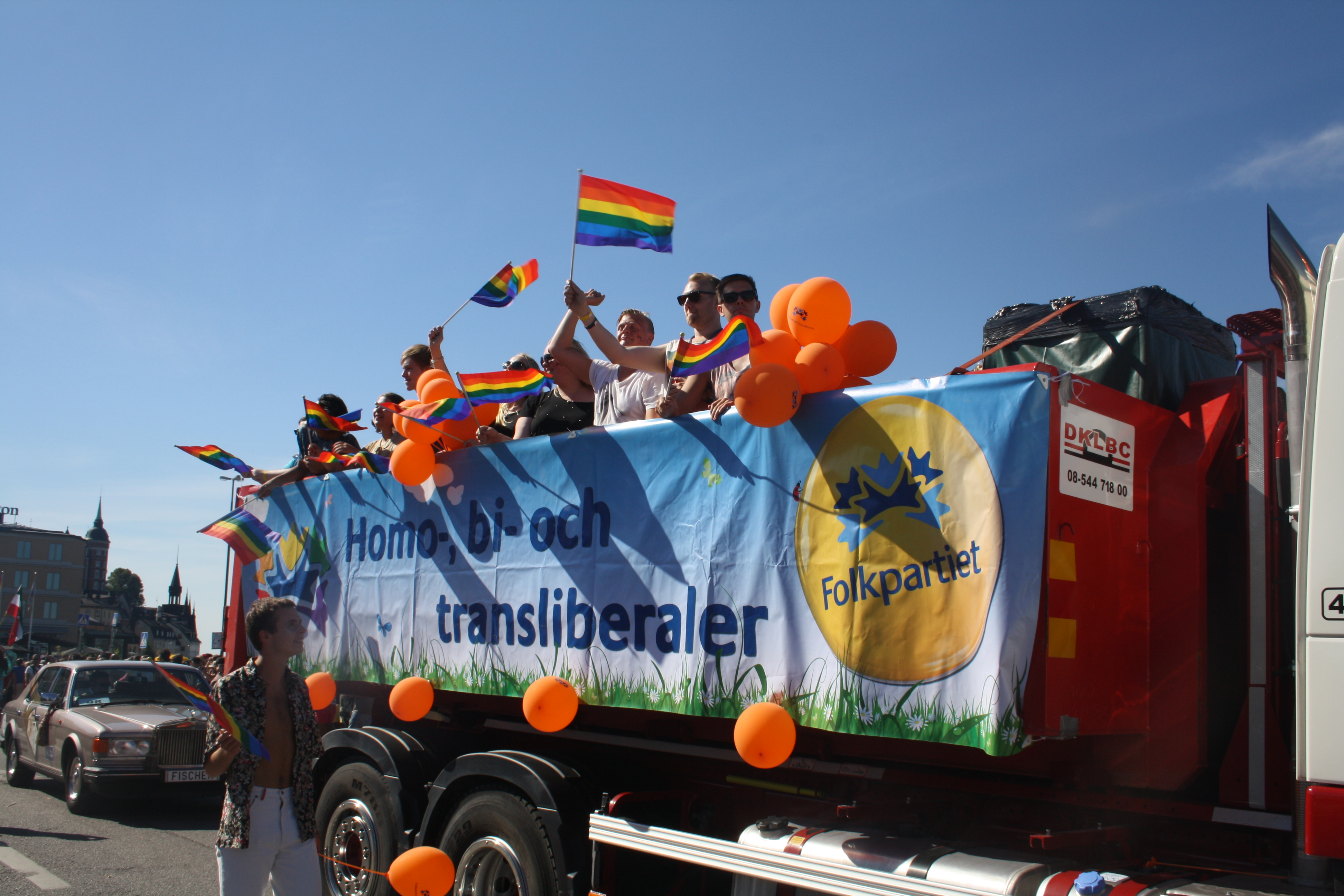
Char du parti lors de la Stockholm Pride de 2013.

L'aide étrangère et l'égalité homme-femme furent des questions très importantes pour le parti dans le passé, et aujourd'hui le FP prône un féminisme libéral, ainsi qu'un fort pourcentage du revenu national provenant de l'étranger (cet objectif a été atteint en 2006).
La politique étrangère est une autre question importante. Toujours orienté vers les États-Unis et le Royaume-Uni, le FP était un adversaire résolu du communisme et du nazisme durant le XXe siècle. Alors qu'il y a pris part et a appuyé la coalition du gouvernement suédois et sa position de neutralité pendant la Seconde Guerre mondiale, le parti a préconisé par la suite une lutte active contre l'Union soviétique pendant la Guerre froide. Le FP (aux côtés des Modérés) a activement soutenu la lutte des peuples baltes contre le régime soviétique, alors que les sociaux-démocrates se méfiaient d'irriter ce dernier. En conséquence, il a plusieurs fois été accusé par le gouvernement social-démocrate de mettre en danger les relations de la Suède avec l'Union soviétique. Le Parti du peuple a également critiqué ce qu'il interprète comme de la tolérance de la part des sociaux-démocrates à l'égard des dictatures de gauche dans le tiers monde, et a appuyé les États-Unis durant la guerre du Viêt Nam. Après la fin de la guerre froide, il est devenu le premier parti suédois à demander l'abandon de la neutralité traditionnelle du pays, prenant position en faveur de l'adhésion de la Suède à l'OTAN.
Par rapport aux questions concernant le tiers monde, le FP a soutenu la décolonisation et a préconisé le boycottage de l'Afrique du Sud pour concourir à la lutte contre l'apartheid. Il s'est également opposé aux divers dictatures communistes du tiers monde. De nos jours, il est fortement favorable à Israël.
Le Parti populaire a très tôt été favorable à la construction européenne, et fait campagne pour l'entrée de la Suède dans l'UE en 1995. Il a également fait campagne pour l'adhésion à l'Union économique et monétaire de l'Union européenne, projet rejeté par les Suédois lors d'un référendum en 2003. Le FP a ensuite cherché à occuper la place de premier-parti pro-européen dans le paysage politique suédois, en essayant de briser ce qu'il appelle « l'état d'esprit isolationniste ». Il est favorable à l'élargissement de l'UE, y compris à la Turquie après qu'elle a opéré des réformes démocratiques, et plaide également pour d'autres mesures d'intégration. Il est partisan d'un État européen fédéral.
En 2003, le FP a appuyé l'invasion de l'Irak, mais a rapidement fini par demander l'annulation de la participation suédoise à ce projet.

## Organisation
Le FP a une organisation de jeunesse appelée Jeunesse libérale de la Suède (Liberala ungdomsförbundet, LUF), qui a sa propre plate-forme et est dotée d'une organisation séparée de celle du parti. Son président actuel est Romina Pourmokhtari.
Il a également des organisations de femmes, les Femmes libérales (Liberala Kvinnor, LK, dirigée par Helena Bargholtz) et d'immigrants (Liberala invandrarförbundet, FRV, littéralement Association des immigrants libéraux, présidée par Farrokh Farrokhi). En outre, les membres du parti entretiennent un certain nombre de petits « réseaux », centrés sur des problèmes particuliers.
Au Parlement européen, la députée du FP siège dans le groupe de l'Alliance des démocrates et des libéraux pour l'Europe, le FP lui-même étant membre du Parti de l'Alliance des libéraux et des démocrates pour l'Europe. Il est aussi membre de l'Internationale libérale, ainsi que d'organisations libérales aux niveaux des pays nordiques et baltes, et a des représentants au Conseil de l'Europe et au Conseil nordique.

## Personnalités

### Premiers secrétaires

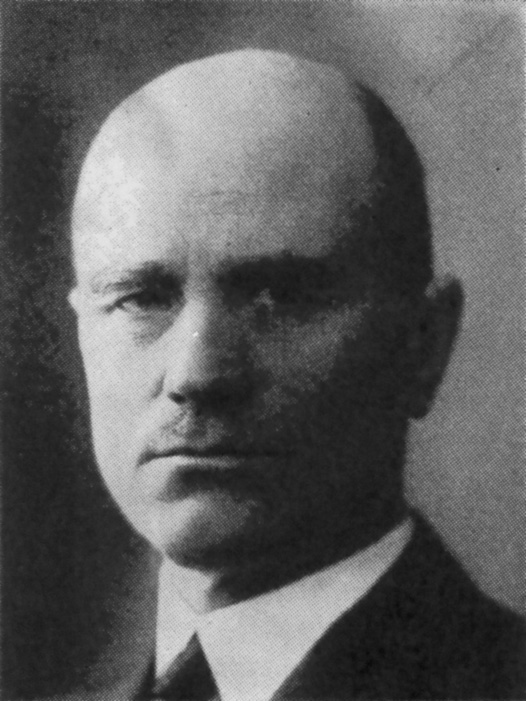
Gustaf Andersson (1935-28 septembre 1944)
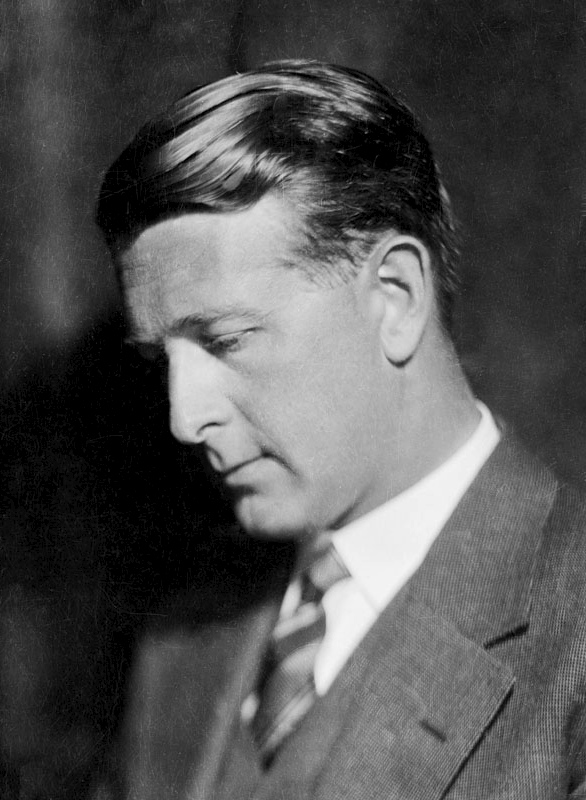
Bertil Ohlin (28 septembre 1944-1967)
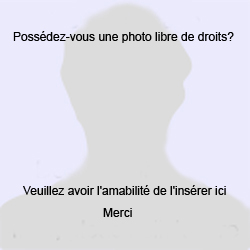
Sven Wedén (1967-26 septembre 1969)
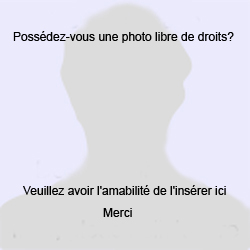
Gunnar Helén (1969-7 novembre 1975)
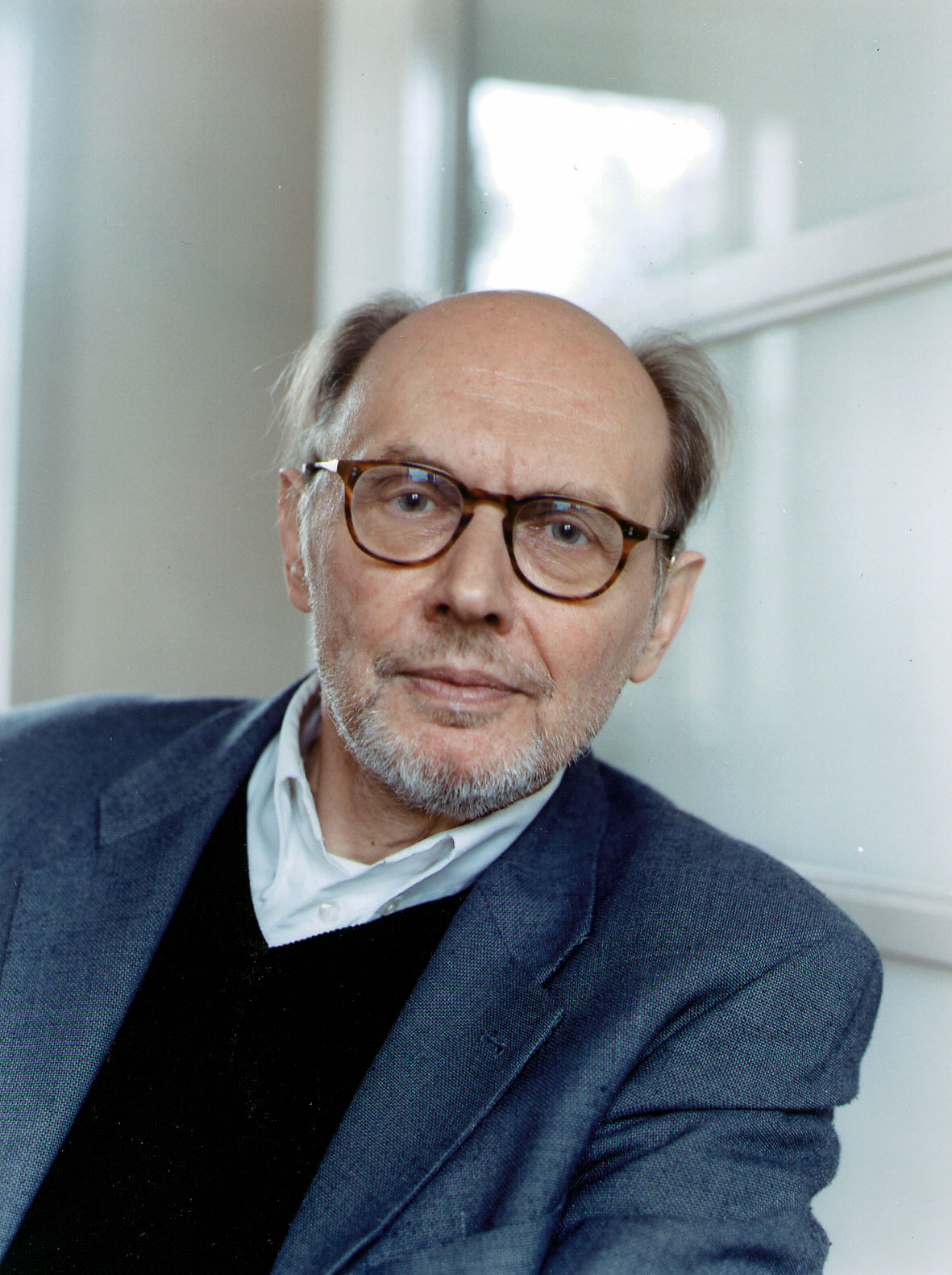
Per Ahlmark (7 novembre 1975-4 mars 1978)
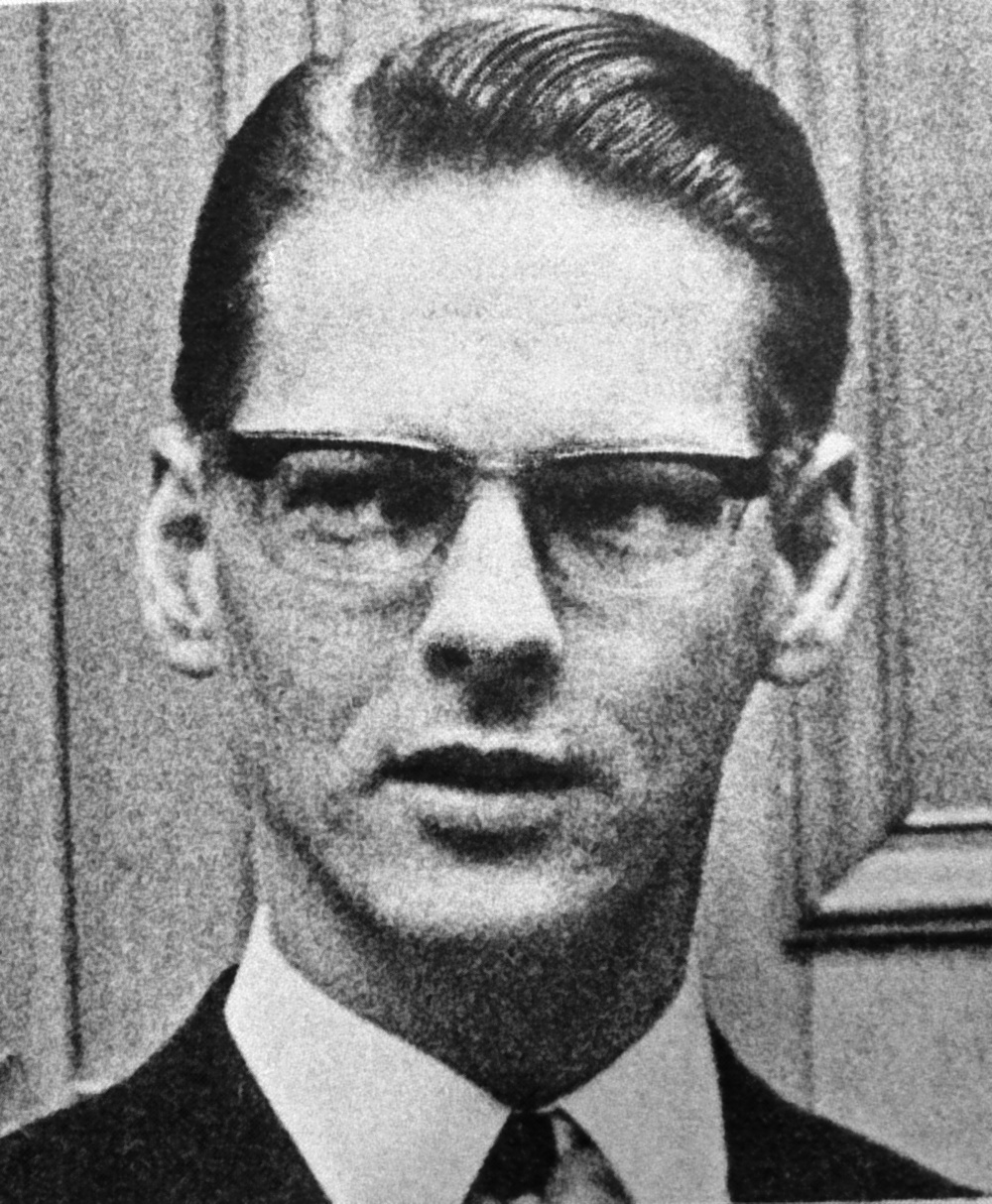
Ola Ullsten (4 mars 1978-1er octobre 1983)
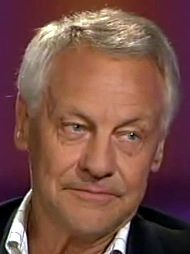
Bengt Westerberg (1er octobre 1983-4 février 1995)
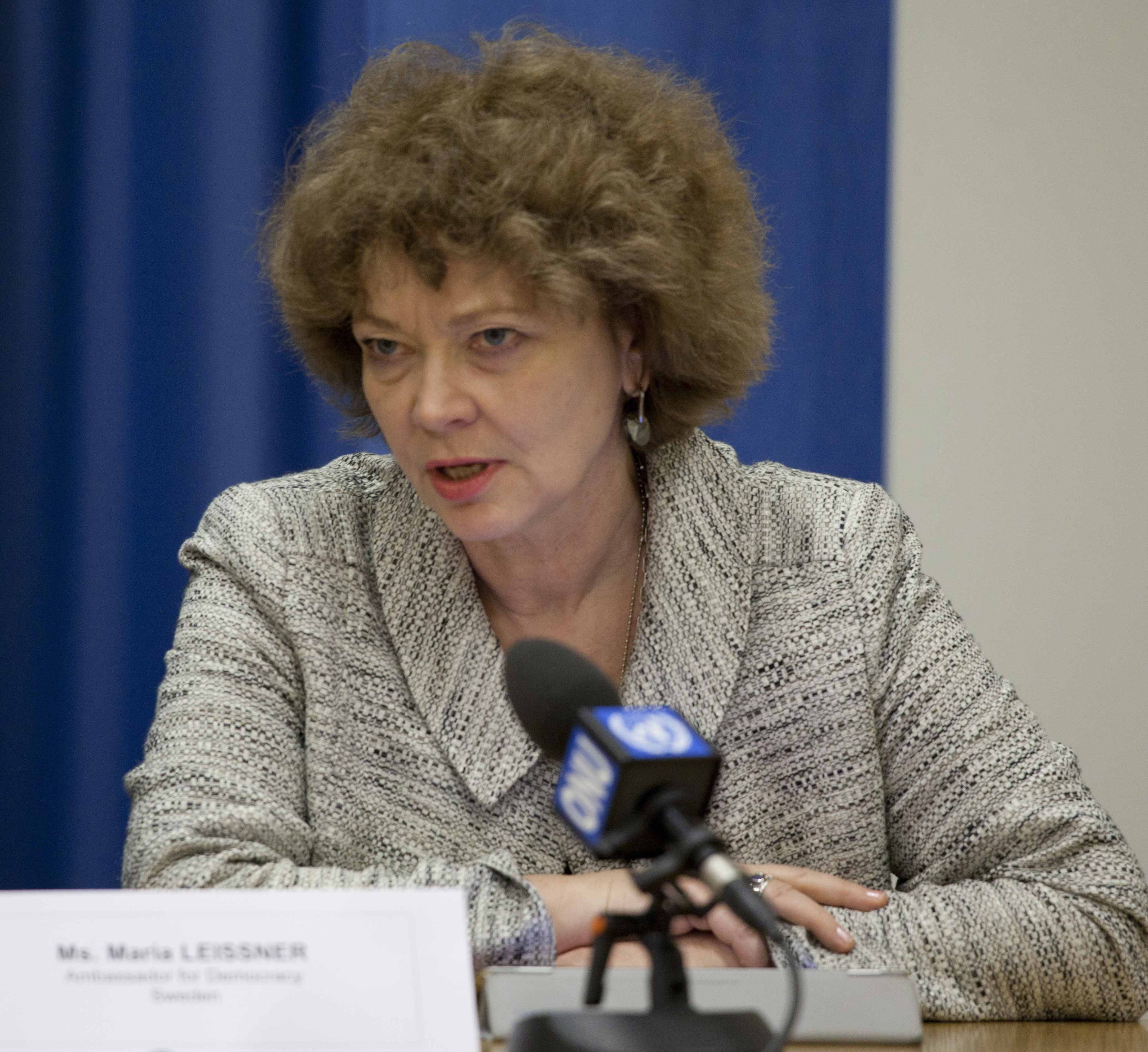
Maria Leissner (4 février 1995-15 mars 1997)
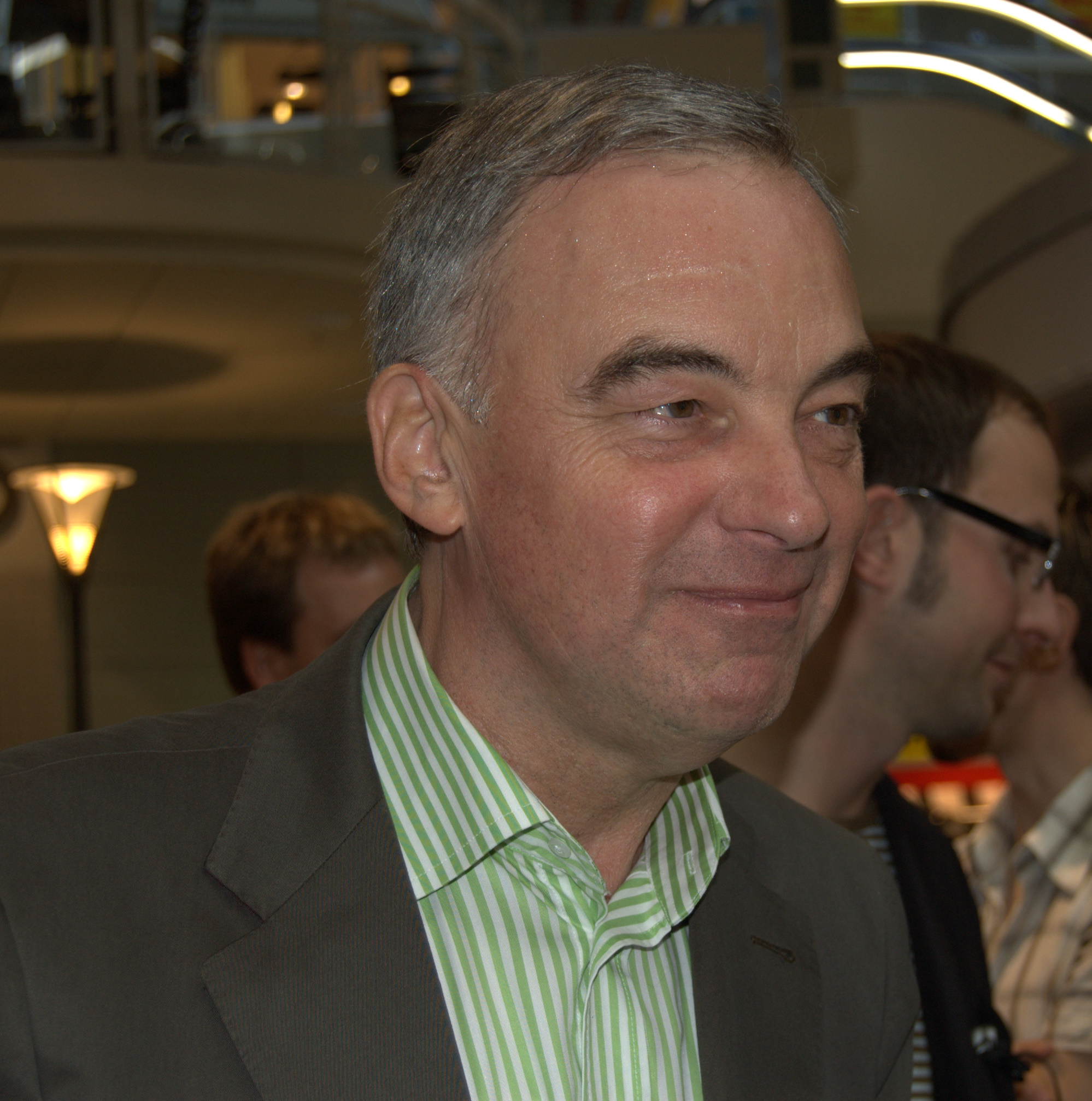
Lars Leijonborg (15 mars 1997-7 septembre 2007)
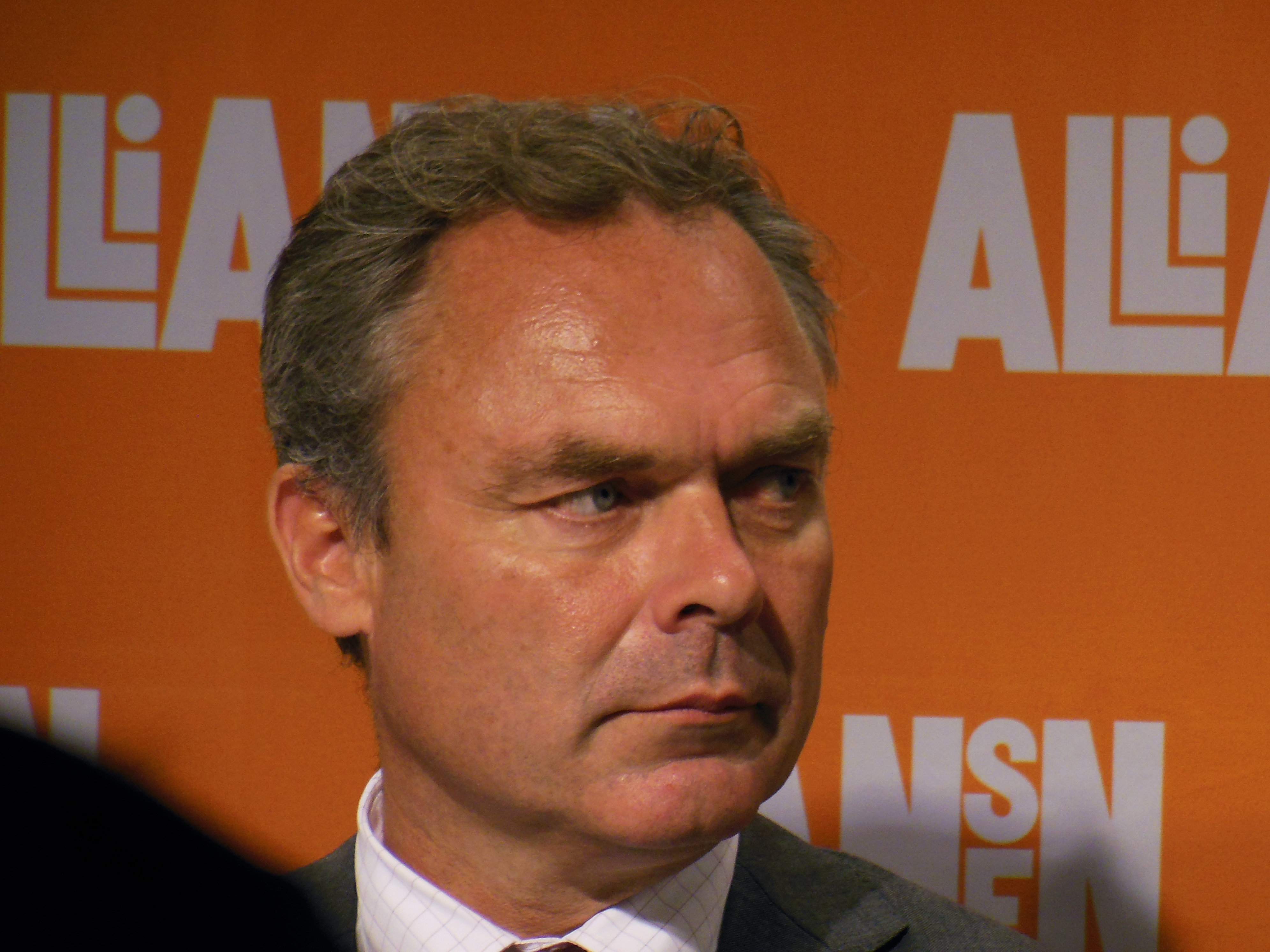
Jan Björklund (7 septembre 2007-28 juin 2019)
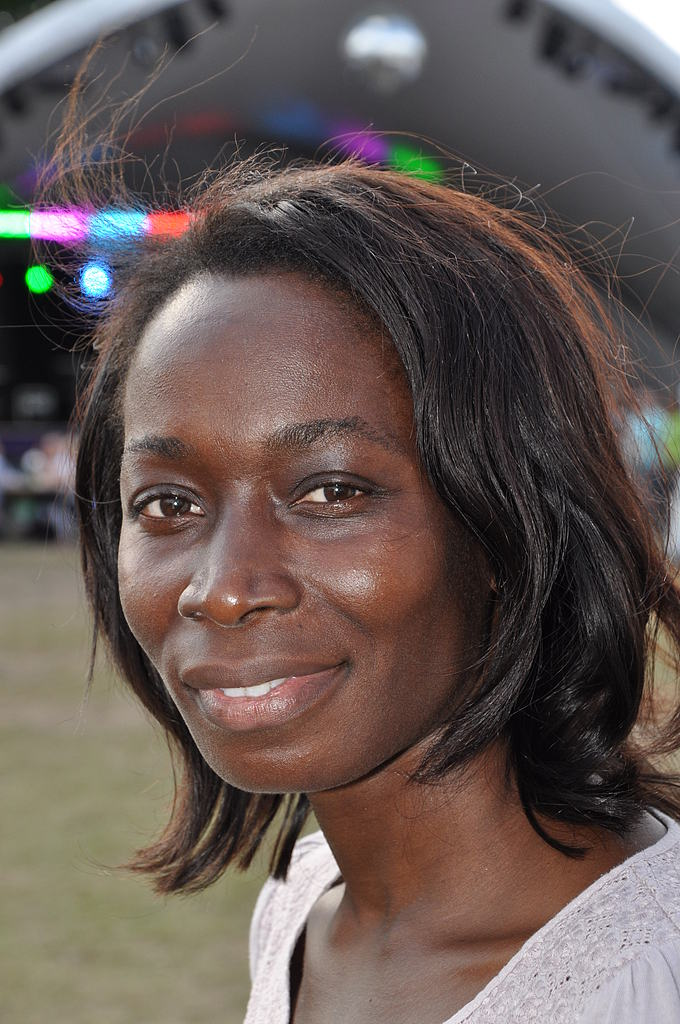
Nyamko Sabuni (28 juin 2019-8 avril 2022)

### Premiers ministres

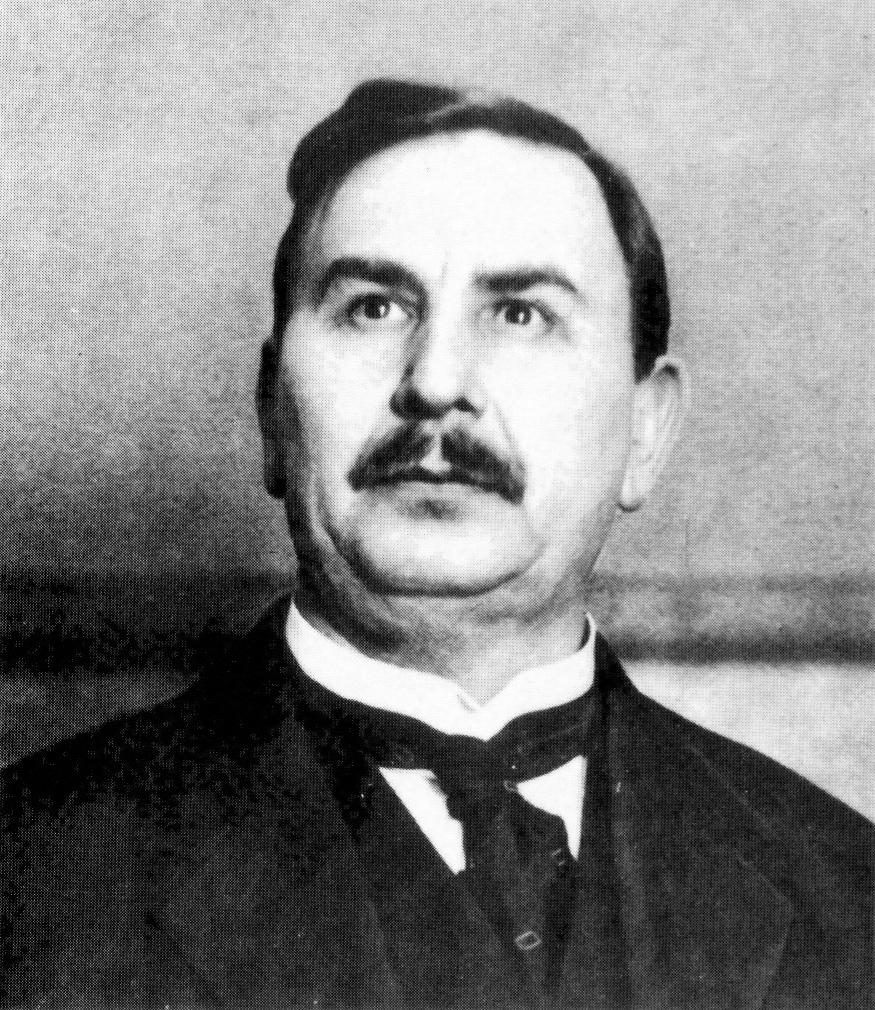
Carl Gustaf Ekman (7 juin 1926 - 2 octobre 1928 7 juin 1930 - 6 août 1932)
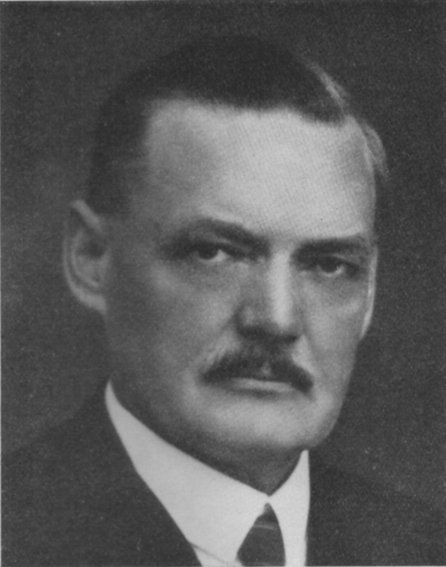
Felix Hamrin (6 août 1932 - 24 septembre 1932)
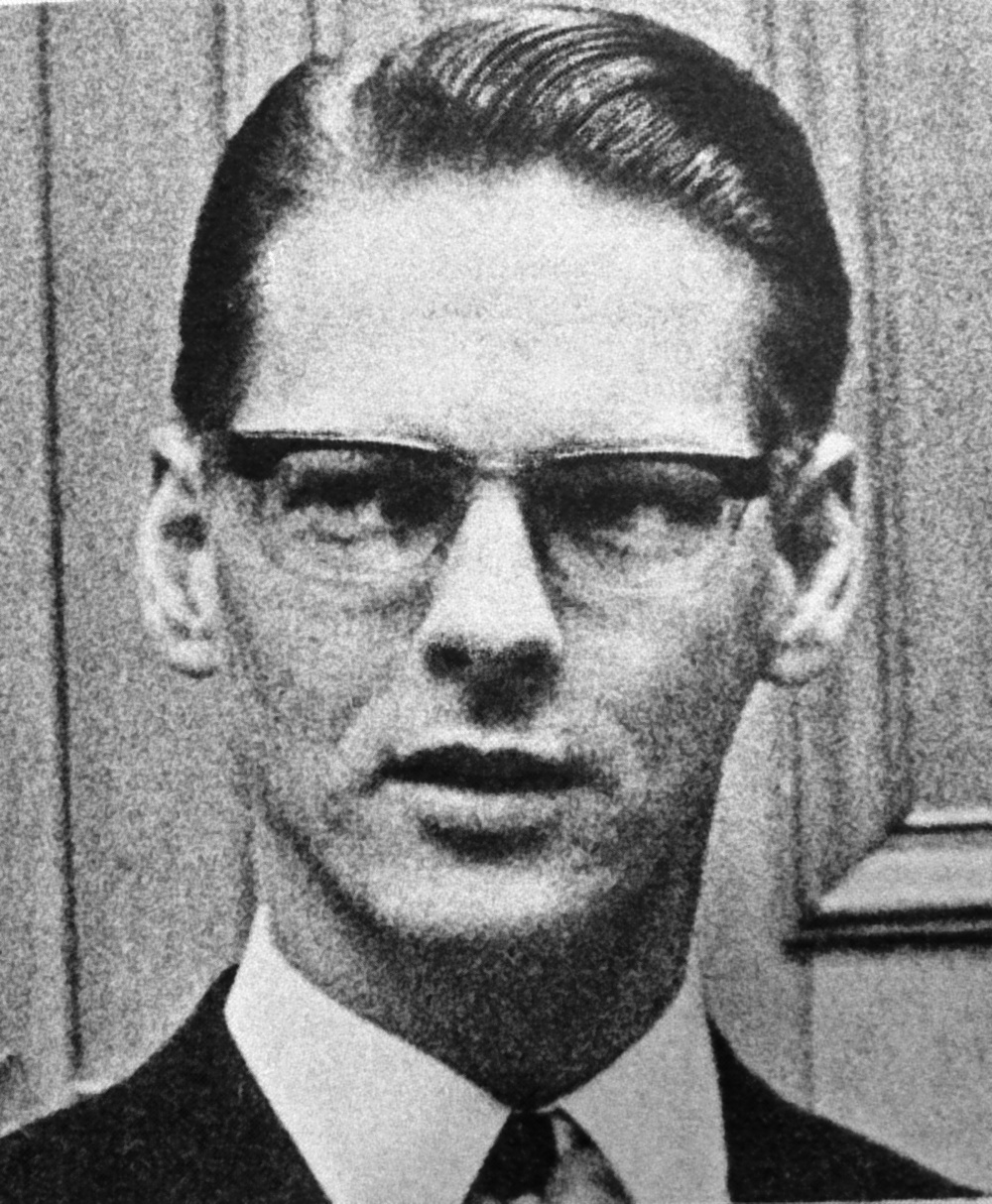
Ola Ullsten (18 octobre 1978 - 12 octobre 1979)

### Commissaires européens
- Cecilia Malmström : Affaires intérieures (2010-2014), Commerce (2014-2019)

## Résultats électoraux

### Électorat
Le parti était autrefois très puissant parmi les Églises libres, des congrégations protestantes très puissantes à la fin du XIXe siècle. Les tensions entre plusieurs factions, parfois décrites comme des « régionalistes libres » ou des « libéraux métropolitains » (occasionnellement sous la forme d'un clivage droite-gauche concernant les aspects économiques), occupaient une part importante de la vie du FP durant les années 1900. Cela a provoqué une scission en 1923, à la suite d'un conflit interne sur la question de la prohibition de l'alcool. Le parti se réunifia en 1934.
Depuis 2002, le parti est accusé de chercher à attirer de nouveaux électeurs en adoptant une rhétorique de droite populiste, bien que le parti propose également d'ouvrir les portes de Suède aux migrants économiques et à d'autres demandeurs d'asile. L'ancien chef du parti Lars Leijonborg a proposé un test de langue pour les immigrants qui pourrait leur permettre d'obtenir la nationalité suédoise. Récemment[Quand ?], le secrétaire général du parti et ministre de l'Éducation, Jan Björklund, a demandé aux enseignants de faire un rapport aux services de renseignement sur les écoliers soupçonnés d'opinions extrémistes, provoquant la colère de certains membres du parti et en particulier de la ligue des jeunes. 
Le FP a activement fait campagne sur les thèmes de la lutte contre le terrorisme et la criminalité. Bien que ces discours sécuritaristes aient contribué à doubler le score du parti lors des élections générales de 2002, ils ont également provoqué de vives contestations parmi les représentants de l'aile gauche du parti et la presse libérale, accusant les dirigeants du FP de trahir l'idéologie libérale. Toutefois le FP, qui a toujours été le parti le plus pro-immigration du pays, a également proposé des mesures destinées à faciliter les visites d'étrangers à des parents vivant en Suède, et à assouplir les restrictions pesant sur les migrants économiques, question sur laquelle il est en contradiction totale avec les sociaux-démocrates. Conformément à ses propositions de politique d'intégration, le Parti du peuple souhaite une immigration plus ouverte, associée à des mesures visant à aider les nouveaux arrivants à s'intégrer à la société suédoise. Il a également publiquement pris ses distances avec son parti frère danois, qui a récemment fait voter des politiques restreignant l'immigration, et rejette vigoureusement toute idée de rapprochement idéologique avec les Démocrates de Suède (le principal parti d'extrême droite en Suède).
La base électorale du Parti du peuple est principalement composée d'électeurs issus des classes moyennes.

### Élections parlementaires
| Année          | Députés   | Votes   | %    | Rang | Gouvernement         |
| -------------- | --------- | ------- | ---- | ---- | -------------------- |
| 1911           | 102 / 230 | 242 795 | 40,2 | 1er  | Staaff II            |
| mars 1914      | 71 / 230  | 245 107 | 32,2 | 3e   | Opposition           |
| septembre 1914 | 57 / 230  | 196 493 | 26,9 | 3e   | Opposition           |
| 1917           | 62 / 230  | 202 936 | 27,6 | 2e   | Edén                 |
| 1920           | 47 / 230  | 143 355 | 21,8 | 3e   | Opposition           |
| 1921           | 41 / 230  | 325 608 | 18,7 | 3e   | Opposition           |
| 1924           | 28 / 230  | 228 913 | 13,0 | 3e   | Ekman I              |
| 1928           | 28 / 230  | 303 995 | 12,9 | 3e   | Ekman II             |
| 1932           | 20 / 230  | 244 577 | 9,8  | 4e   | Opposition           |
| 1936           | 27 / 230  | 376 161 | 12,9 | 4e   | Opposition           |
| 1940           | 23 / 230  | 344 113 | 12,0 | 4e   | Hansson III          |
| 1944           | 26 / 230  | 398 293 | 12,9 | 4e   | Hansson III          |
| 1948           | 57 / 230  | 882 437 | 22,7 | 2e   | Opposition           |
| 1952           | 58 / 230  | 924 819 | 24,4 | 2e   | Opposition           |
| 1956           | 58 / 231  | 923 564 | 23,8 | 2e   | Opposition           |
| 1958           | 38 / 231  | 700 019 | 18,2 | 3e   | Opposition           |
| 1960           | 40 / 232  | 744 142 | 17,5 | 2e   | Opposition           |
| 1964           | 43 / 233  | 720 733 | 17,0 | 2e   | Opposition           |
| 1968           | 34 / 233  | 688 456 | 14,3 | 3e   | Opposition           |
| 1970           | 58 / 350  | 806 667 | 16,2 | 3e   | Opposition           |
| 1973           | 34 / 350  | 486 028 | 9,4  | 4e   | Opposition           |
| 1976           | 39 / 349  | 601 556 | 11,1 | 4e   | Fälldin I et Ullsten |
| 1979           | 38 / 349  | 577 063 | 10,6 | 4e   | Fälldin II et III    |
| 1982           | 21 / 349  | 327 770 | 5,9  | 4e   | Opposition           |
| 1985           | 51 / 349  | 792 268 | 14,2 | 3e   | Opposition           |
| 1988           | 44 / 349  | 655 720 | 12,2 | 3e   | Opposition           |
| 1991           | 33 / 349  | 499 356 | 9,1  | 3e   | Bildt                |
| 1994           | 26 / 349  | 399 556 | 7,2  | 4e   | Opposition           |
| 1998           | 17 / 349  | 248 076 | 4,7  | 6e   | Opposition           |
| 2002           | 48 / 349  | 710 312 | 13,4 | 3e   | Opposition           |
| 2006           | 28 / 349  | 418 385 | 7,5  | 4e   | Reinfeldt            |
| 2010           | 24 / 349  | 420 524 | 7,1  | 4e   | Reinfeldt            |
| 2014           | 19 / 349  | 337 773 | 5,4  | 7e   | Opposition           |
| 2018           | 20 / 349  | 355 546 | 5,5  | 7e   | Soutien à Löfven     |
| 2022           | 16 / 349  | 298 542 | 4,61 | 8e   | Kristersson          |

### Élections européennes
| Année | Députés | Votes   | %     | Rang | Groupe |
| ----- | ------- | ------- | ----- | ---- | ------ |
| 1995  | 1 / 22  | 129 379 | 4,92  | 6e   | ELDR   |
| 1999  | 3 / 22  | 350 339 | 13,85 | 4e   | ELDR   |
| 2004  | 2 / 19  | 247 750 | 9,86  | 5e   | ADLE   |
| 2009  | 3 / 18  | 430 385 | 13,58 | 3e   | ADLE   |
| 2014  | 2 / 20  | 368 514 | 9,91  | 4e   | ADLE   |
| 2019  | 1 / 20  | 171 419 | 4,13  | 8e   | RE     |
| 2024  | 1 / 21  | 183 675 | 4,38  | 8e   | RE     |